# Тоупугол
Тоупугол (устар. Тоу-Пугол) — река в Приуральском районе Ямало-Ненецкого АО. Устье реки находится в 22 км от устья протоки Тоупуголпосл по левому берегу. Длина реки 33 км, значительные притоки: Тоупуголъёгарт (левый) и Ярейшор (правый).

## Данные водного реестра
По данным государственного водного реестра России относится к Нижнеобскому бассейновому округу, водохозяйственный участок реки — Обь от города Салехард и до устья, речной подбассейн реки — бассейны притоков Оби ниже впадения Северной Сосьвы. Речной бассейн реки — (Нижняя) Обь от впадения Иртыша.
Код объекта в государственном водном реестре — 15020300212115300033626.